# Гемерска Полома (район Рожнява)
Гемерска Полома (словац. Gemerská Poloma) — деревня в районе Рожнява Кошицкого края Словакии в исторической области Гемер.
Расположена на высоте 327 м. в верхнем течении реки Шайо в её долине в Словацких Рудных горах. С севера течет р. Сулёвский поток. Деревня находится в девяти км к северо-западу от города Рожнява. До столицы г. Братислава около 256 км.
Первые документальные упоминания о деревне датируются 1282 годом. До создания независимой Чехословакии в 1918 году Деревня входила в состав Венгерского королевства. С 1938 по 1945 год снова была частью Венгрии.
Площадь — 57,63 кв.км.  Население по состоянию на 31 декабря 2023 года составляло 1894 человека.

## Население
| Год:                | 1994 | 2004    | 2014    | 2024    |
| ------------------- | ---- | ------- | ------- | ------- |
| Количество человек: | 1963 | 2023    | 2044    | 1885    |
| Разница:            |      | +3,05 % | +1,03 % | −7,77 % |

## Известные уроженцы
- Гостинский, Петр Забой (1823—1873) — словацкий прозаик и поэт.

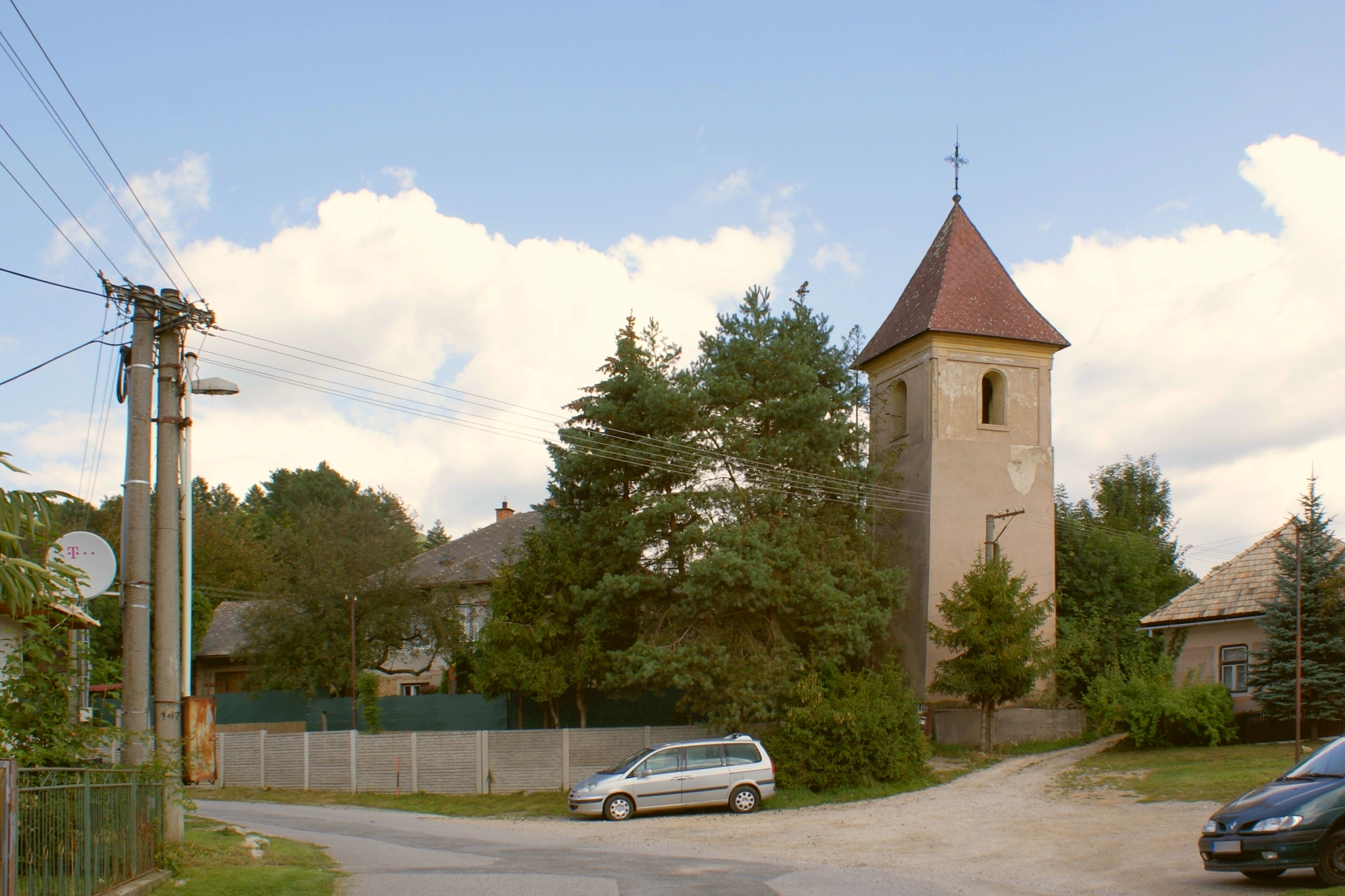
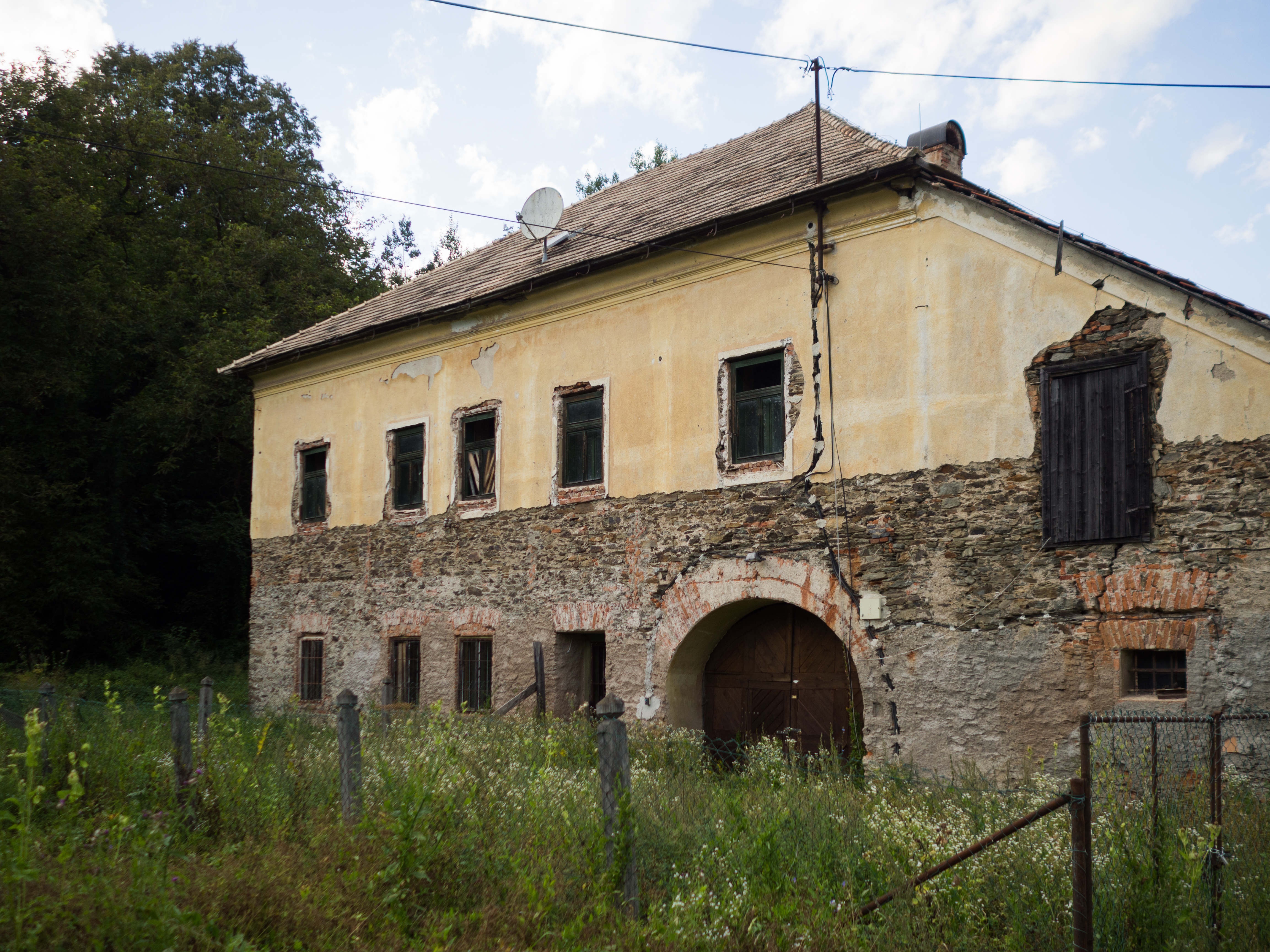
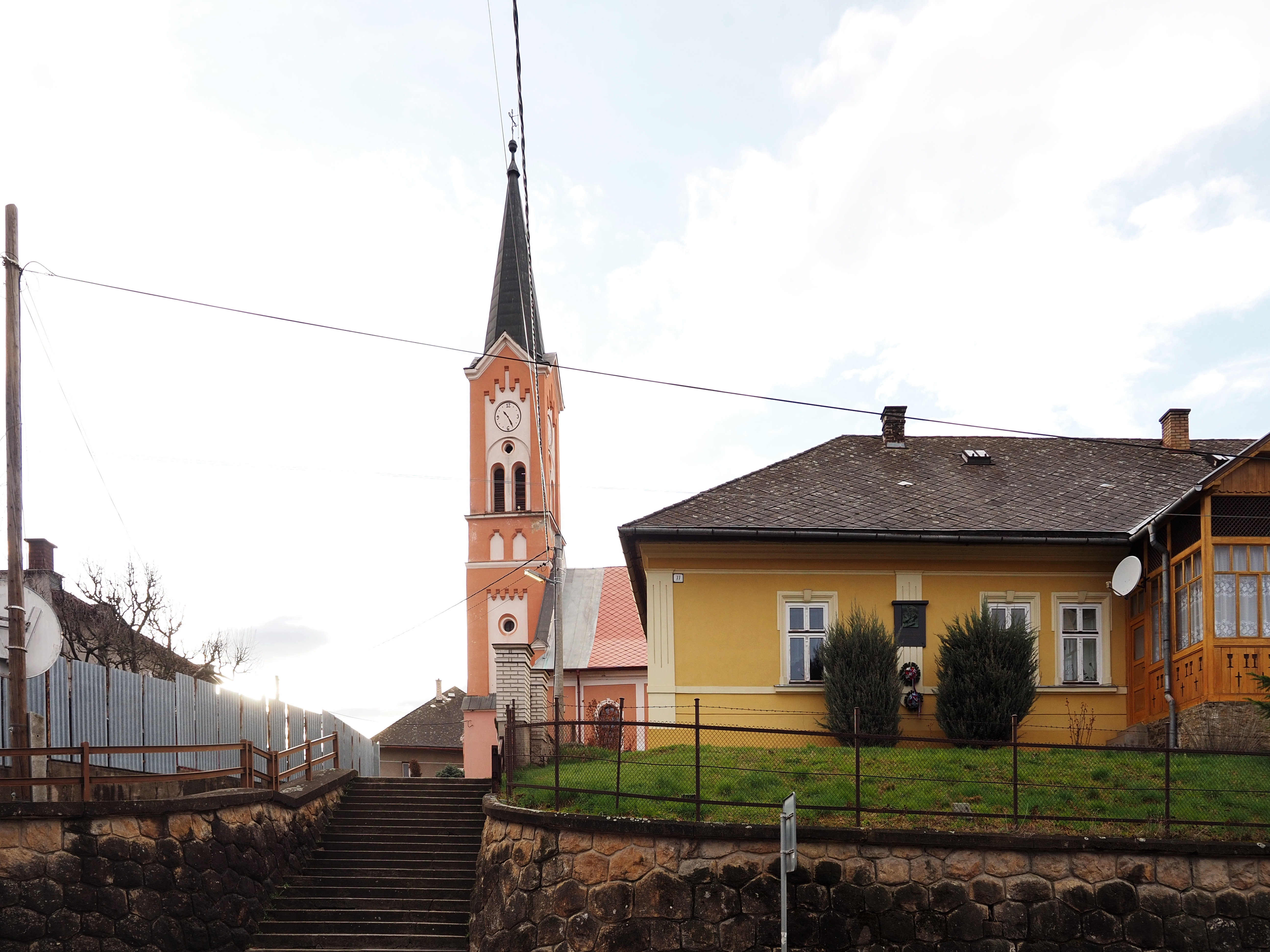